# Forcipomyia ussurica
Forcipomyia ussurica är en tvåvingeart som beskrevs av Remm 1971. Forcipomyia ussurica ingår i släktet Forcipomyia och familjen svidknott. Inga underarter finns listade i Catalogue of Life.